# 谢伦·科林斯
谢伦·马龙·科林斯（英語：Sherron Marlon Collins，1987年3月18日—），美国NBA联盟的职业篮球运动员。